# Battaglia di Geok Tepe
La battaglia di Geok Tepe fu una battaglia combattuta nel 1881 tra russi e turcomanni. Questi ultimi furono definitivamente sottomessi dopo 10 anni di guerra.

## Lo svolgimento
Tutto cominciò quando nel 1878 i turcomanni si ritirarono nel Kara Kum, il "deserto nero", arido e privo di vegetazione. I russi non erano adatti al clima e soprattutto, non conoscevano il luogo. Per questo le spedizioni imperiali fatte nel 1878 e 1879 furono decimate dalle insolazioni, dalle acque malsane e dalla febbre, insieme ai loro cammelli. Nel 1879 i russi arrivarono a Geok Tepe, ma malgrado bombardassero il forte e massacrassero donne e bambini, vennero respinti e costretti alla ritirata.
Disperato, il comando russo affidò la spedizione al generale Michail Skobelev, di soli 35 anni ma abile e deciso. Per primo, si procurò molti più cammelli e fece costruire vie di comunicazione, in modo da far giungere i rifornimenti. Poi fece dei negoziati con le popolazioni turche alleatisi con i turcomanni, che gli diedero inoltre molti cammelli.
Quindi Skobelev partì nell'aprile 1880 alla testa di 1000 uomini, armati di artiglieria, mitragliatrici e razzi. Nonostante l'assedio di Geok Tepe fallisse per la seconda volta, il generale russo capì che ci fosse bisogno di un assedio su larga scala. Intanto Takma Sadar, capo dei turcomanni, chiese l'aiuto dei britannici, ma non ebbe successo. Così poté solo arruolare 25000 uomini, di cui 13000 delle tribù vicine.
Skobelev ritentò l'assedio nel novembre 1880, stavolta con 8000 uomini. I russi, compreso che era il forte di Yangi Kala a rifornire d'acqua i turcomanni, lo conquistarono rapidamente. Il 4 gennaio 1881 iniziò la battaglia. Gli imperiali scavarono le trincee vicino a Geok Tepe per resistere a eventuali contrattacchi. E i loro timori si rivelarono fondati. Infatti tra il 7 e il 9 gennaio i turcomanni effettuarono numerosi contrattacchi, tutti falliti per la scarsa preparazione. Dopo una breve interruzione, la battaglia riprese il 16 gennaio con altri contrattacchi da parte dei difensori. Anche questa volta fu tutto inutile e il 22 gennaio i turcomanni dovettero rientrare nella città, dopo aver perso 4000 uomini contro le poche centinaia dei russi. Questi ultimi il 23 gennaio iruppero a Geok Tepe, sterminando in poche ore i difensori e massacrando quasi 20000 donne e bambini.
I turcomanni persero 6500 uomini nella difesa della città e 8000 nell'assalto da parte di Skobelev. Le perdite russe arrivarono a poco più di 1000 uomini. Nonostante la disparità della perdite, i russi persero in questo assedio più uomini che nelle campagne fatte dal 1853.